# Bo amb opció de recompra
Un bo amortitzable, bo redimible, bo amb opció de recompra o bo rescatable (Callable bond en anglès) és un tipus de bo que permet a l'emissor del bo redimir/amortitzar el bo abans que aquest arribi a venciment. En altres paraules, l'emissor es reserva el dret, però no l'obligació, de comprar el bo que està en mans del bonista a un determinat preu de remissió. Si l'emissor exerceix la seva opció de compra, els bons són cancel·lats a un determinat preu. L'opció call normalment es pot exercir tan sols en unes dates específiques. És un tipus de bo que protegeix a l'emissor.
El preu d'amortització (strike) generalment és superior al nominal del bo, és a dir, hi ha una prima d'amortització substancial. Als Estats Units, la gran majoria de bons amortitzables són emesos per les empreses semi-públiques (government sponsored agencies) tipus Fannie Mae i Freddie Mac, les quals són posseïdores de gran quantitat d'hipoteques i valors garantits per hipoteques. Com que als Estats Units la majoria d'hipoteques són a tipus d'interès fix, i a més poden ser amortitzades prèviament sense cap cost afegit, si els tipus d'interès baixen la majoria de posseïdors refinançaran les seves cases a un tipus d'interès menor. Això significa que els actius financers de les empreses semi-públiques perdrien valor, perquè els generarien menors ingressos. Contra aquesta eventualitat de reducció dràstica dels ingressos, les empreses semi-públiques emeten per finançar el seu deute un gran nombre de bons amortitzables. D'aquesta manera tenen una cobertura natural, perquè si per una banda els cauen els ingressos degut a la reducció dels tipus d'interès, de l'altra poden reduir equitativament els seus costos al poder amortitzar el seu deute -bons amortitzables- i refinançar-se també a un tipus d'interès menor.
Financerament parlant, l'emissor del bo adquireix també una opció call sobre el bo que ha emès, i això es veu reflectit en una rendibilitat a cupó superior. Aquesta opció de compra té sentit quan els tipus d'interès del mercat baixen, situació en la qual l'emissor del bo desitjaria refinançar el seu deute emetent nous bons a tipus d'interès menor al qual es va finançar quan va emetre el bo; per tant exercirà l'opció i recomprarà els bons. Una altra manera d'enfocar-ho és com una simple opció call; donat que quan els tipus d'interès baixen, els preus dels bons pugen, l'emissor trobarà interessant exercir l'opció de compra del bo si els tipus d'interès baixen tant com per augmentar tant el preu del bo (spot), que aquest superi el preu d'amortització (strike) pactat inicialment.
Equitativament els inversors en bons -bonistes- acudeixen a aquests bons perquè donada la seva incertesa són emesos amb una rendibilitat a cupó superior a la dels bons normals -no amortitzables-; per altra banda estan sotmesos a la incertesa que si els tipus d'interès baixen, els bons pujaran de preu en el mercat i l'emissor molt probablement exercirà la seva opció de compra. Financerament, els bonistes actuen com si fossin venedors d'una opció call, els quals reben un benefici limitat, però en cas que el preu del subjacent pugi, s'enfronten a pèrdues si l'opció call és exercida.

## Preu
El comportament del preu d'un bo amb opció de recompra és justament l'oposat al d'un bo amb opció de revenda. Donat que una opció call i una opció put no són mútuament excloents, un mateix bo pot tenir ambdues opcions inserides.
- El Preu d'un bo amb opció de recompra = Valor d'un bo normal - Valor de l'opció call (al ser més barat, ofereix una rendibilitat major)
- El Preu d'un bo amb opció de recompra sempre ha de ser menor que el valor d'un bo normal perquè el primer incorpora l'opció call per a l'emissor.
- La rendibilitat a venciment d'un bo amb opció de recompra és major que la d'un bo normal.